# Moncef Bey
Pour les articles homonymes, voir Moncef.
Moncef Bey, nom simplifié de Mohamed el-Moncef Bey (arabe : محمد المنصف باشا باي), né le 4 mars 1881 à Tunis et mort le 1er septembre 1948 à l'hôtel de Cadaval à Pau (France), est bey de Tunis du 19 juin 1942 à sa destitution le 14 mai 1943. Il est l'avant-dernier représentant de la dynastie husseinite.
Durant son règne, marqué par la Seconde Guerre mondiale, il tente d'affirmer son indépendance vis-à-vis des autorités vichystes dont dépend la Tunisie, tout en protégeant sa population des conséquences du conflit. Il est dans le même temps l'un des principaux soutiens au mouvement nationaliste. Roger Casemajor résume cette position en ces termes : « Par cette attitude de bascule entre les diplomates étrangers et les autorités du protectorat, le bey de Tunis fit preuve d'une grande souplesse politique qui lui permit de servir les intérêts de ses sujets et la cause de son pays ».

## Biographie

### Jeunesse

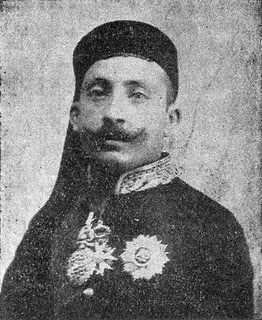
Portrait du prince Moncef.

Né le 4 mars 1881, Moncef Bey s'illustre dans sa jeunesse en jouant un rôle politique important, notamment lors des événements d'avril 1922, où il soutient les revendications des membres du Destour qu'il fait recevoir par son père Naceur Bey. Pour lui, son attitude est tout à fait légitime car il se fonde sur le Pacte fondamental de 1857 où la Tunisie est considérée comme un pays souverain protégé par la France mais non colonisé, malgré les conventions de La Marsa signées en 1883. Il est investi prince héritier le 30 avril 1942 et succède à son défunt cousin Ahmed II Bey le 19 juin de la même année.

### Règne

#### Soutien aux nationalistes
Une fois sur le trône, son attitude n'est pas de nature à plaire à la France qui a l'habitude de beys plus malléables. Ainsi, dans un mémorandum du 2 août 1942 présenté par son grand vizir Hédi Lakhoua et adressé au maréchal Pétain, il met en avant plusieurs revendications visant à raffermir la souveraineté tunisienne aux côtés de la souveraineté française : il demande notamment l'institution d'un Conseil consultatif de législation où les Tunisiens seraient largement représentés, l'accession des Tunisiens à la fonction publique, la lutte contre la misère et le chômage, la représentation des corporations et corps de métiers au sein des comités économiques, la participation des Tunisiens au contrôle des recettes et dépenses budgétaires, la refonte de l'administration centrale, la libre acquisition de la propriété rurale par les Tunisiens, l'instruction obligatoire avec enseignement de l'arabe ou encore la nationalisation des entreprises présentant un intérêt général.

#### Incident avec Esteva
Le 12 octobre 1942, au cours de la cérémonie de l'Aïd el-Fitr au palais de La Marsa, Moncef Bey exprime son étonnement de voir qu'aucun Tunisien ne figure parmi les chefs de l'administration venus avec le résident général, l'amiral Jean-Pierre Esteva. Ce dernier lui répond que « seuls les Français sont aptes aux postes de commande ».
Le bey s'empresse d'envoyer un télégramme au maréchal Pétain dans lequel il exige le rappel d'Esteva. Cependant, la tension ne cesse d'augmenter entre Moncef Bey et le résident général. Le souverain reçoit alors le consul général des États-Unis, Hooker Doolittle.

#### Entrée des troupes de l'Axe
Les troupes de l'Axe débarquent en Tunisie le 19 novembre 1942 et l'offensive anglo-américaine transforme la Tunisie en champ de bataille.
Après des consultations, et face aux demandes contradictoires de Pétain l'appelant à s'aligner sur la France et de Franklin Delano Roosevelt lui demandant le libre passage des troupes alliées en Tunisie, Moncef Bey proclame la neutralité de son pays dans le conflit, même s'il informe Roosevelt dans un message secret du ralliement de la Tunisie aux Alliés. Moncef Bey refuse, dans cette conjoncture, l'offre de l'ambassadeur italien Bombieri d'annuler le traité du Bardo signé avec la France et d'en conclure un autre avec l'Italie, qui a alors des visées annexionnistes.

#### Ministère Chenik

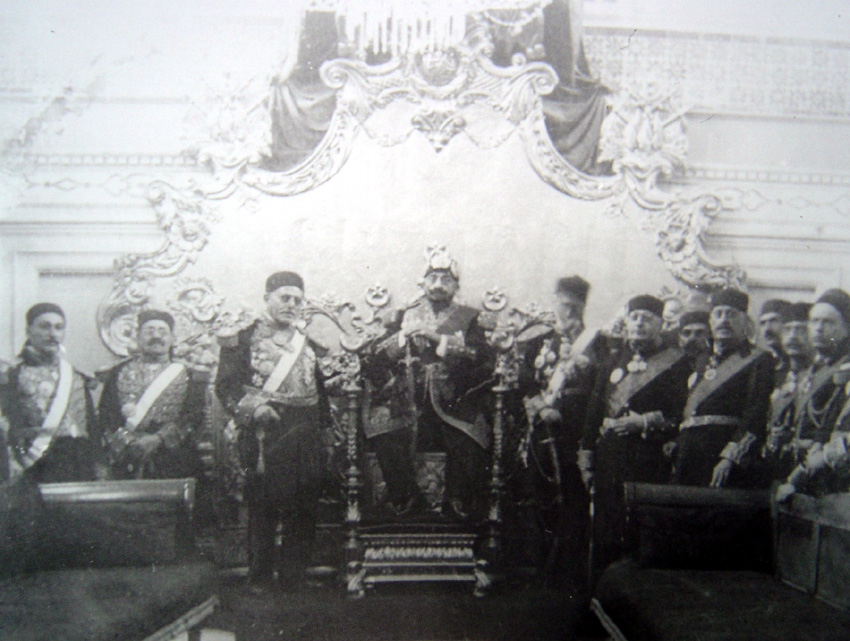
Moncef Bey entouré de ses ministres (gauche) et des princes (droite).

Lors d'un conseil des ministres tenu à la fin décembre 1942, un incident éclate, écrit Roger Casemajor, entre le résident général Esteva et le ministre de la Justice Abdeljelil Zaouche, ce ministre ayant fait des réserves au sujet d'une attribution de crédits à la gendarmerie nationale.

Esteva s'élève sévèrement contre l'attitude du ministre et déclare qu'il n'admet aucun reproche contre la gendarmerie. Mis au courant de l'incident, Moncef Bey se considère offensé en la personne de son représentant. Charles Saumagne apporte un éclairage sur cet incident : 
« Mais c'est surtout contre la gendarmerie française dont le réseau serré vient d'être institué dans le pays qu'on mène une campagne ardente depuis quelques mois, le développement de la gendarmerie en Tunisie n'est-il pas le plus récent exemple de substitution de l'autorité de souveraineté française à celle du gouvernement tunisien, l'atteinte la plus directe à la personnalité tunisienne. »
Le 1er janvier 1943, Moncef Bey nomme M'hamed Chenik, qualifié de « demi-américain » par le représentant allemand Rudolf Rahn, à la tête d'un gouvernement associant un destourien (Salah Farhat), un néo-destourien (Mahmoud El Materi) et une personnalité indépendante (Aziz Djellouli).

#### Protecteur des Juifs
Alors que son prédécesseur Ahmed II Bey, réputé être « le bey des Français », signe plusieurs textes proposés par les autorités vichystes et visant la communauté juive, Moncef Bey met tout en œuvre pour empêcher leur application et refuse tout nouveau texte allant dans le même sens, notamment sur le port de l'étoile jaune, l'instauration du travail obligatoire ou l'exclusion des Juifs de la vie économique.
Durant la présence en Tunisie des troupes de l'Axe, de novembre 1942 à mai 1943, il intervient régulièrement pour protéger la population, en particulier les Juifs, chaque fois qu'elle est exposée aux exactions des forces occupantes.

#### Destitution
À l'approche des troupes alliées de Tunis, Jean-Pierre Esteva exige de Moncef Bey qu'il décore du Nichan Iftikhar des officiers français — dont le colonel Christian Sarton du Jonchay envoyé en Tunisie pour organiser une « légion tricolore » appelée à se battre aux côtés de la Wehrmacht —, allemands et italiens, en dégageant le souverain « de toute responsabilité ».
À la libération, le lobby colonial, autour du général Henri Giraud et comptant notamment l'ancien résident général et ministre vichyste Marcel Peyrouton, trouve un prétexte pour accuser le souverain de collaboration avec les forces de l'Axe pour les nationalistes.
Le 13 mai 1943, sur ordre de Giraud, le général Alphonse Juin devenu résident général à titre temporaire après la fuite d'Esteva, lui demande d'abdiquer, ce que le bey refuse : « J'ai juré de défendre mon peuple jusqu'à mon dernier souffle. Je ne partirai que si mon peuple me le demande ». Le lendemain, on l'embarque dans un avion de l'armée de l'air française alors que sa déposition par une ordonnance de Giraud est annoncée. Dans ses mémoires, Juin confirmera qu'il a reçu des directives exigeant cette déposition « pour de prétendus faits de collaboration avec les puissances de l'Axe au cours de l'occupation et aussi pour les complaisances un peu trop marquées qu'on lui prêtait envers les agissements du Destour, parti nationaliste militant ouvertement hostile au protectorat ». Son cousin Lamine Bey lui succède le 15 mai 1943.

#### Mort en exil

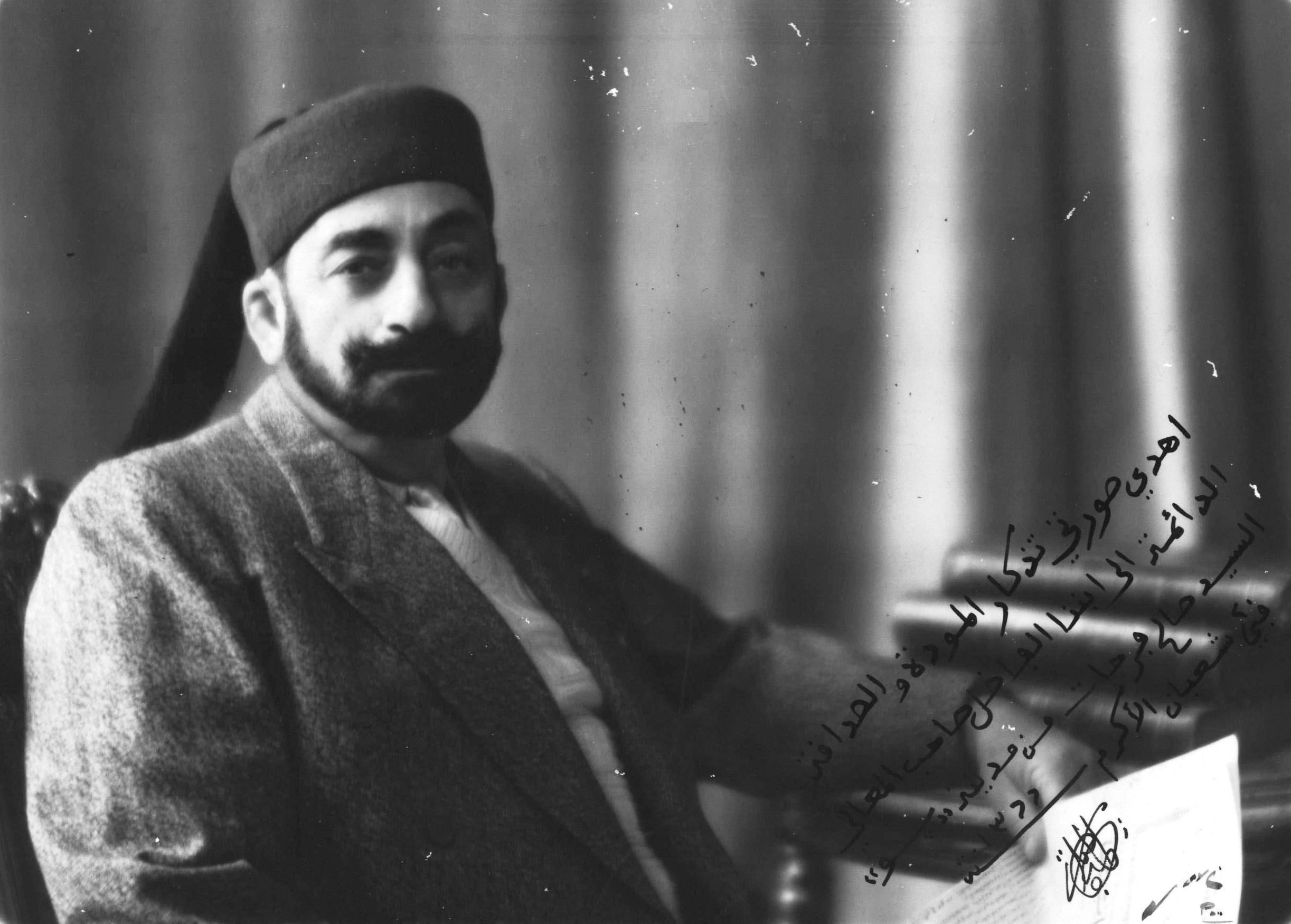
Moncef Bey à Pau le 5 octobre 1947.

Installé d'abord à Laghouat dans le Sud algérien, il abdique officiellement le 8 juillet et se voit exilé à Ténès, petite ville côtière dans le nord du pays, dans des conditions difficiles ; il est transféré le 17 octobre 1945 à l'hôtel de Cadaval à Pau où il réside jusqu'à sa mort le 1er septembre 1948.

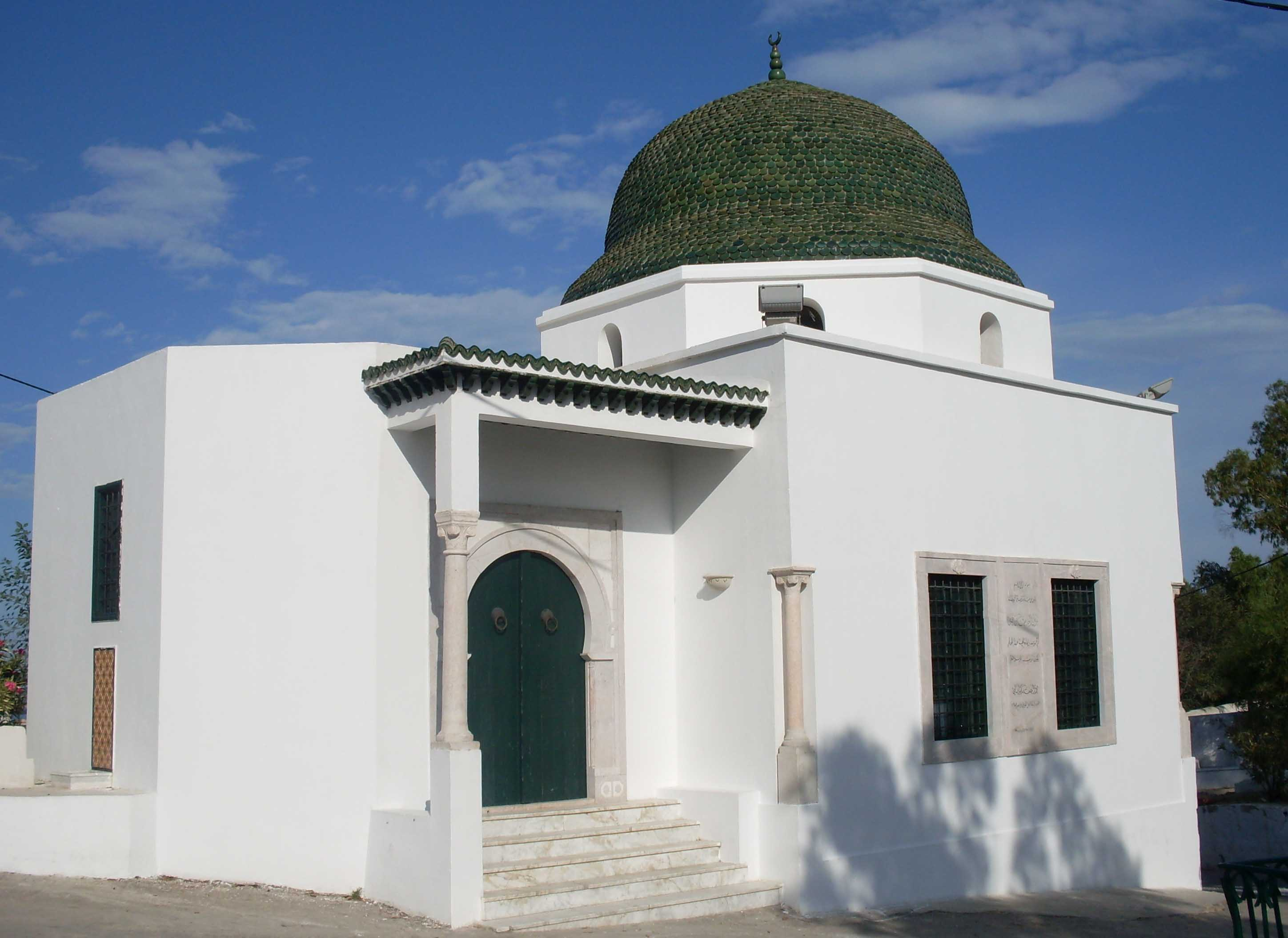
Mausolée de Moncef Bey au cimetière du Djellaz.

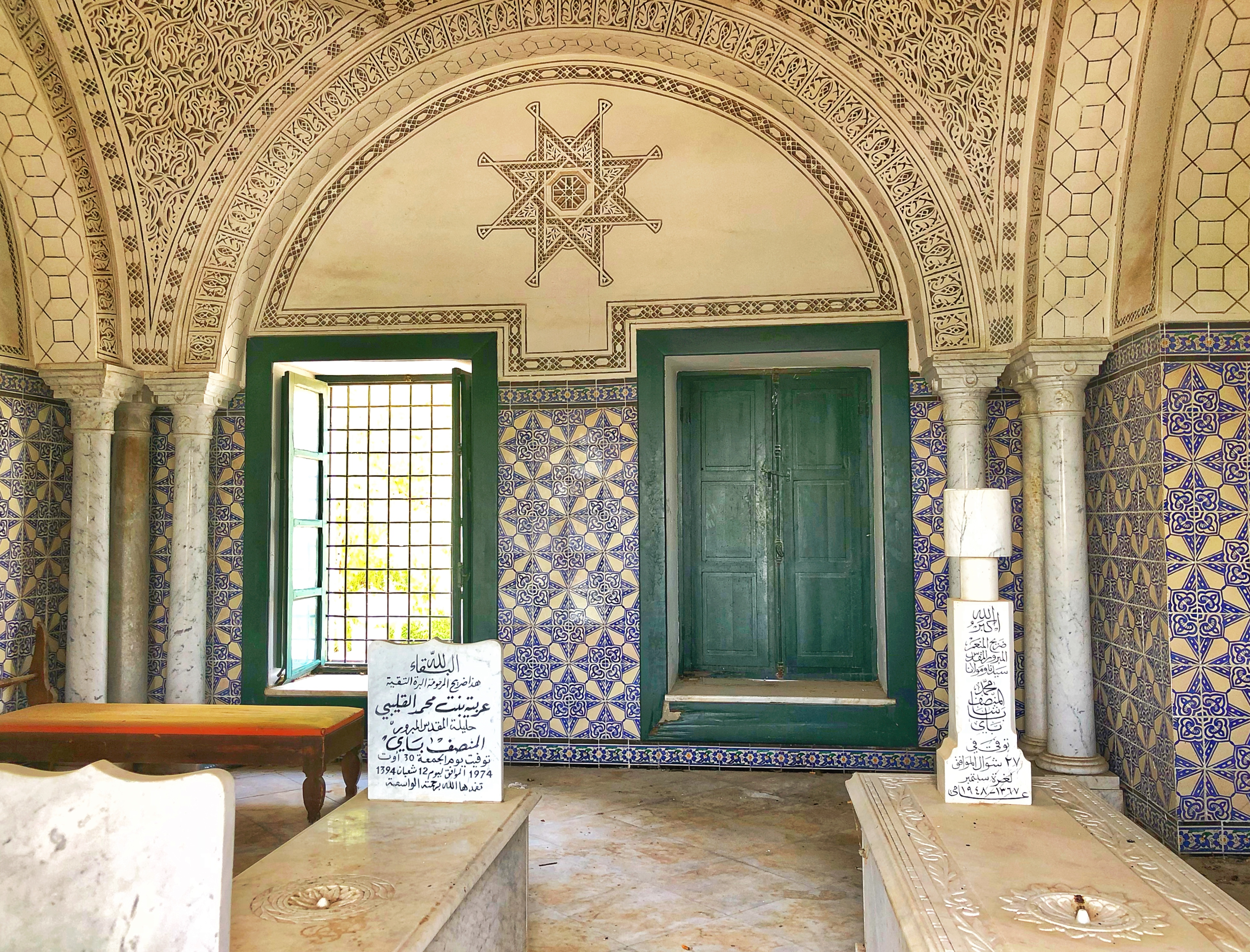
Tombe de Moncef Bey et de sa femme Arbia Ben Mohamed Klibi.

Il est alors rapatrié et inhumé, avec les honneurs dignes d'un martyr, sur les hauteurs du cimetière du Djellaz à Tunis, contrairement à la majorité des souverains qui sont enterrés au mausolée du Tourbet El Bey situé dans la médina de Tunis. En 1974, sa femme Arbia Ben Mohamed Klibi est inhumée à côté de lui dans le même mausolée.
Une place Moncef-Bey est inaugurée à La Marsa le 1er septembre 2012 en présence de Moncef Marzouki, président de la République tunisienne, du gouverneur de Tunis, du délégué de La Marsa et des membres de la délégation spéciale.

### Vie privée
Moncef Bey est le fils de Naceur Bey. Il se marie d'abord avec la princesse Traki (décédée en 1919), une cousine et fille de Hédi Bey, qu'il épouse en octobre 1900 à Sidi Bou Saïd. Elle est la mère de ses quatre enfants :
- le prince Slaheddine Bey (1902-1938) ;
- le prince Mohamed Raouf Bey (1903-1977) ;
- le prince Amor Bey (1904-1938) ;
- la princesse Lalla Frida (1911-?).

Il se marie par la suite avec Lalla Zoubaida née Azzouz et une autre cousine, la princesse Habiba (1888-1969), dont il divorcera. Sa dernière épouse est Lalla Arbiya (décédée en 1974) qu'il épouse en août 1942 et qui le suivra en exil.

## Honneurs
Moncef Bey se voit décerner la grand-croix de la Légion d'honneur par le régime de Vichy le 2 juillet 1942.